# Snetterton
Snetterton is een civil parish in het bestuurlijke gebied Breckland, in het Engelse graafschap Norfolk met 201 inwoners in 74 huishoudens. De plaats ligt ongeveer 20 km ten noordoosten van Thetford (Norfolk) en 30 km ten zuidwesten van Norwich (Verenigd Koninkrijk). Voor het lokale bestuur valt de parish onder het district Breckland.
Snetterton is waarschijnlijk het meest bekend van het Snetterton Motor Racing Circuit, dat deels in Snetterton en deels in de civil parish van Quidenham ligt. 